# Xysticus bengalensis
Xysticus bengalensis är en spindelart som beskrevs av Benoy Krishna Tikader och Biswas 1974. Xysticus bengalensis ingår i släktet Xysticus och familjen krabbspindlar. Inga underarter finns listade i Catalogue of Life.